# کوه میکنو
کوه میکنو (به لاتین: Mount Mikeno) یک کوه و آتشفشان در جمهوری دموکراتیک کنگو است که در جمهوری دموکراتیک کنگو واقع شده‌است. کوه میکنو ۴٬۴۳۷ متر بالاتر از سطح دریا واقع شده‌است.